# Vučevci
Vučevci is een plaats in de gemeente Viškovci in de Kroatische provincie Osijek-Baranja. De plaats telt 339 inwoners (2001).